# Curtiss YA-10 Shrike
Le Model 59B YA-10 de la Curtiss Aeroplane and Motor Company était une version améliorée de test de l'avion d'attaque au sol Curtiss A-8 Shrike, visant à essayer plusieurs modèles de moteurs en étoile à la place du moteur en ligne Vee.

## Design et développement
Le Curtiss YA-10 Shrike était en fait un YA-8 équipé avec un moteur en étoile Pratt & Whitney R-1690-9 (R-1690D) Hornet. La conversion fut effective en septembre 1932, les performances de base de l'avion ne furent pas dégradées, et la manœuvrabilité à basse altitude en fut même améliorée, notamment grâce à la faible masse inertielle du moteur en étoile. L'USAAC préféra les moteurs en étoile aux moteurs en ligne pour les missions d'attaque au sol, à cause de leur forte vulnérabilité du système de refroidissement au feu ennemi. L'US Navy quant à elle, jeta aussi son dévolu sur cette version à moteur en étoile pour équiper son aviation embarquée. Une fois les tests effectués, l'USAAC changea sa commande initiale de 46 Curtiss A-8B pour la version de production du Curtiss YA-10, le Curtiss A-12 Shrike.

## Service opérationnel
Après la fin des tests, le YA-10 fut assigné, le 6 décembre 1932, en service actif au 13th Attack Squadron appartenant au 3 rd Attack Group basé à Fort Crockett (en). il fut ensuite transféré à Barksdale Field (Louisiane) en juillet 1934 et servit au côté du Curtiss A-8 Shrike qui était déjà entré en service au sein du 3 rd group. Puis il fut envoyé au San Antonio Air Depot le 29 avril 1934, à partir duquel il fut assigné, le 8 août de la même année, en service actif au Command and General Staff School de Leavenworth (Kansas). Son affectation finale fut Chanute Field (Illinois), le 14 septembre 1938, où il demeura jusqu’à son retrait du service actif, le 23 février 1939.
Le XS2C-1 fut le premier avion de combat biplace de l'US Navy. Mais comme il n'était pas prévu de l'équiper pour l'appontage, il resta au statut de prototype.

## Variantes
- YA-10 ou Model 59B : Prototype de l'US Army Air Corps.

- XS2C-1 ou Model 69 : Prototype de l'US Navy équipé avec un moteur Wright R-1510-28 Whirlwind de 625 ch. Livré en décembre 1932[2].

## Pays utilisateurs
États-Unis :
- United States Army Air Corps
- United States Navy

### Développement lié
- Curtiss XA-8 Shrike
- Curtiss A-12 Shrike

### Avion comparable
- Hawker Osprey